# Tất Sư Đạc
Tất Sư Đạc (giản thể: 毕师铎; phồn thể: 畢師鐸; bính âm: Bì Shīduó, ? - 2 tháng 3 năm 888) là một tướng lĩnh vào cuối thời nhà Đường. Ban đầu, ông tham gia cuộc nổi dậy của Vương Tiên Chi và Hoàng Sào, song sau đó phụng sự cho triều đình Đường. Năm 887, ông nổi dậy chống lại Hoài Nam tiết độ sứ Cao Biền, khởi đầu tình trạng chiến tranh liên miên tại quân từng một thời thịnh vượng này.

## Tham gia nổi dậy
Tất Sư Đạc là người Oan Câu, là đồng hương với Hoàng Sào. Khi Vương Tiên Chi nổi dậy chống triều đình của Đường Hy Tông vào năm 874, Tất Sư Đạc gia nhập vào quân nổi dậy. Ông có tài cưỡi ngựa và bắn cung, thuộc hạ gọi ông là "diêu tử" (chim cắt). Sau khi Vương Tiên Chi qua đời vào năm 878, có vẻ Tất Sư Đạc đi theo Hoàng Sào. Vào năm 879, khi Trấn Hải tiết độ sứ Cao Biền khiển các bộ tướng Trương Lân (張璘) và Lương Toản (梁瓚) tiến công Hoàng Sào và liên tiếp giành được thắng lợi, Tất Sư Đạc cùng với một số tướng lĩnh khác của Hoàng Sào, bao gồm Tần Ngạn, Lý Hãn Chi (李罕之) và Hứa Kình (許勍), đầu hàng Cao Biền, sau đó trở thành thuộc hạ của tiết độ sứ này.

## Phụng sự Cao Biền
Theo ghi chép, trong cuộc trấn áp quân nổi dậy Hoàng Sào của Cao Biền sau đó, Tất Sư Đạc lập được công lớn, do vậy mà được Cao Biền đối đãi tốt. Sau khi Cao Biền được thuyên chuyển đến Hoài Nam vào năm 879, có lẽ Tất Sư Đạc theo Cao Biền. Vào mùa hè năm 880, Hoàng Sào đánh bại và giết chết tướng Trương Lân rồi tiến về phía bắc, đến gần thủ phủ Dương châu của Hoài Nam. Tất Sư Đạc lúc này là một tướng lĩnh của Hoài Nam, ông cảnh báo Cao Biền rằng Hoàng Sào có ý định tiếp tục tiến về phía bắc để vào Trung Nguyên, thuyết phục Cao Biến đánh chặn Hoàng Sào. Tuy nhiên, Cao Biền lo lắng sau khi Trương Lân chiến bại và tử chiến, vì thế ông ta không tiến hành bất cứ nỗ lực nào để ngăn Hoàng Sào lại, quân Hoàng Sào sau đó tiến về đông đô Lạc Dương và kinh sư Trường An.

## Nổi dậy chống Cao Biền
Năm 887, do được Cao Biền tin tưởng, phương sĩ Lã Dụng Chi (呂用之) trên thực tế trở thành người khống chế quân phủ sự của Hoài Nam. Cao Biền sát hại các thuộc hạ lâu năm là Du Công Sở (俞公楚) và Diêu Quý Lễ (姚歸禮) do lời vu cáo của Lã Dụng Chi, điều này khiến các tướng sĩ trong quân trở nên lo sợ. Tất Sư Đạc đặc biệt lo lắng, vì ông từng đi theo Hoàng Sào. Một người thiếp của Tất Sư Đạc nổi tiếng xinh đẹp, do vậy Lã Dụng Chi muốn gặp mặt bà, song Tất Sư Đạc từ chối, tuy nhiên trong một lần Tất Sư Đạc không ở nhà, Lã Dụng Chi tìm mọi cách để trông thấy bà, Tất Sư Đạc tức giận và đuổi người thiếp này ra khỏi nhà.
Vào mùa hè năm 887, phản tướng Tần Tông Quyền từ Thái châu khiển bộ tướng đem quân tiến công vào các quân lân cận. Cao Biền hay tin thì khiển Tất Sư Đạc đem đội quân Bách Kị (百騎) đến Cao Bưu chuẩn bị kháng cự. Khi Tất Sư Đạc suất binh, Lã Dụng Chi đối đãi rất tốt với ông, điều này khiến ông lo sợ rằng Lã Dụng Chi có ý định đánh đổ mình. Thậm chí mẹ của Tất Sư Đạc cũng lo sợ, và bà phái người nói với ông: "Giả dụ có việc đó, con tự nỗ lực. Đừng có lo về lão mẫu, nhược tử." Khi Tất Sư Đạc hỏi ý thông gia là Cao Bưu trấn át sứ Trương Thần Kiếm (張神劍), Trương Thần Kiếm cho rằng Lã Dụng Chi sẽ không có hành động chống lại Tất Sư Đạc. Tuy nhiên, tại thời điểm đó, một trong các con của Cao Biền lại muốn Tất Sư Đạc có hành động chống lại Lã Dụng Chi, nhằm vạch trần bản chất gian ác của Lã Dụng Chi, vì thế gửi một lời nhắn cho Lã Dụng Chi: "Dụng Chi thường gặp Lệnh công và có ý muốn nhân thời cơ này để chống lại ông. Lệnh nay đã có ở chỗ Trương thượng thư. Hãy cẩn trọng!" Tất Sư Đạc đe dọa Trương Thần Kiếm, mặc dù người này không biết chuyện gì song sau đó chấp thuận cùng với Tất Sư Đạc và Trịnh Hán Chương (鄭漢章) nổi dậy chống lại Lã Dụng Chi.
Vào ngày 1 tháng 5 năm 887, Tất Sư Đạc và Trịnh Hán Chương sau khi công khai tuyên bố buộc tội Lã Dụng Chi, họ rời khỏi Cao Bưu rồi tiến về Dương châu. Lã Dụng Chi giám sát việc trấn thủ và thoạt đầu có thể đẩy lui các cuộc tiến công của Tất Sư Đạc. Tất Sư Đạc vốn không tin tưởng đội quân của ông có thể chiếm được Dương châu, vì thế ông viết thư cho Tuyên Thiệp quan sát sứ Tần Ngạn, xin cầu viện và hứa sẽ để Tần Ngạn làm chủ Hoài Nam. Tần Ngạn khiển bộ tướng Tần Trù (秦稠) đến giúp đỡ Tất Sư Đạc. Trong khi đó, Cao Biền và Lã Dụng Chi xảy ra bất hòa, Cao Biền bố trí phòng thủ tại quân phủ, giao cho cháu là Cao Kiệt (高傑) chỉ huy, chống lại Lã Dụng Chi. Sau đó, Cao Biền khiển thuộc hạ là Thạch Ngạc (石鍔) cùng ấu tử của Tất Sư Đạc đến gặp Tất Sư Đạc. Tất Sư Đạc lệnh cho ấu tử của mình về chỗ Cao Biền truyền đạt lại: "Hễ Lệnh công trảm Lã và Trương để thể hiện với Sư Đạc, Sư Đạc sẽ không dám phụ ân, nguyện cho thê tử đến làm tin." Cao Biền lo sợ rằng Lã Dụng Chi có thể ra tay đồ sát gia quyến của Tất Sư Đạc, vì thế đem gia quyến của Tất Sư Đạc đến viện để bảo vệ.
Ngày 17 tháng 5, Tất Sư Đạc tiến công dữ dội vào Dương châu, song bị Lã Dụng Chi phản công đánh bại. Tuy nhiên, vào thời điểm này, Cao Kiệt phát động tiến công từ quân phủ của Cao Biền, mục đích là để bắt Lã Dụng Chi và giải đến cho Tất Sư Đạc. Lã Dụng Chi biết tin thì từ bỏ Dương châu và chạy trốn. Ngày hôm sau, Tất Sư Đạc thể hiện uy thế bằng việc cho binh lính cướp bóc trong thành. Cao Biền buộc phải gặp Tất Sư Đạc và cho ông giữ chức tiết độ phó sứ, sau đó chuyển giao toàn bộ quyền lực của Hoài Nam cho Tất Sư Đạc. Sau đó, Tất Sư Đạc gửi một bức thư cho Tần Ngạn, yêu cầu Tần Ngạn nhanh chóng đến Dương châu nhậm chức. (Bất chấp các lời khuyên rằng Tất Sư Đạc nên để Cao Biền làm tiết độ sứ trên danh nghĩa và từ chối để Tần Ngạn nhậm chức, họ chỉ ra rằng ông sẽ để mất quyền lực khi Tần Ngạn đến, và các châu khác của Hoài Nam chắc chắn không sẵn sàng phục vụ dưới quyền Tần Ngạn, vì thế có thể dẫn đến đổ máu thêm.) Tất Sư Đạc cũng quản thúc Cao Biền cùng gia quyến. Khi Tần Ngạn đến, ông ta cho Tất Sư Đạc làm soái, song bản thân buộc phải chuyển ra khỏi quân phủ.

## Chiến bại trước Dương Hành Mật
Lư châu thứ sử Dương Hành Mật không sẵn sàng chấp thuận Tần Ngạn, ông ta mượn thêm binh của Hòa châu thứ sử Tôn Đoan (孫端) tiến quân về Dương châu. Lã Dụng Chi hợp binh với Dương Hành Mật, và Trương Thần Kiếm (đổi lập trường do bất mãn vì Tất Sư Đạc từ chối chia sẻ chiến lợi phẩm). Dương Hành Mật bao vây Dương châu, bắt đầu từ ngày 20 tháng 6.
Tần Ngạn khiển Tất Sư Đạc và Trịnh Hán Chương phản công, song bị Dương Hành Mật đánh bại, Tần Ngạn sau đó không dám tiến hành một cuộc phản công giải vây nào khác. Lo ngại rằng Cao Biền dùng phép thuật để yểm mình và binh lính, Tần Ngạn đồ sát Cao Biền cũng gia quyến. Sau vài tháng bị bao vây, Dương châu chịu một nạn đói lớn, và các binh sĩ của Tần Ngạn đến từ Tuyên Thiệp phải dùng thịt người làm quân lương. Tuy vậy, Dương Hành Mật vẫn không chiếm được thành và định triệt thoái, song vào ngày 18 tháng 11, một thuộc hạ của Lã Dụng Chi là Trương Thẩm Uy (張審威) mở cổng thành cho quân của Dương Hành Mật tiến vào. Khi hay tin, Tần Ngạn và Tất Sư Đạc hỏi ý ni cô Vương Phụng Tiên (王奉仙) vì cho rằng bà có khả năng tiên tri, họ làm theo lời ni cô là chạy trốn, Dương Hành Mật đoạt được Dương châu.
Thoạt đầu, Tần Ngạn và Tất Sư Đạc định chạy đến Đông Đường ở gần Dương châu, song tướng Trương Hùng (張雄) từ chối tiếp nhận họ. Hai người định chạy về phía nam đến thủ phủ Tuyên châu của Tuyên Thiệp, song vào lúc này quân của Tần Tông Quyền do em là Tần Tông Hành (秦宗衡) tiến đến vùng lân cận, Tần Tông Hành phái sứ giả đến chỗ Tần Ngạn và Tất Sư Đạc, mời họ hợp binh chống Dương Hành Mật, hai người chấp thuận.
Không lâu sau, Tần Tông Hành bị cấp phó là Tôn Nho (孫儒) sát hại, Tôn Nho giành lấy quyền chỉ huy. Tôn Nho cùng với Tần Ngạn và Tất Sư Đạc sau đó tiến công Cao Bưu, buộc Trương Thần Kiếm phải chạy trốn đến Dương châu. Tuy nhiên, Tôn Nho không tin tưởng Tần Ngạn và Tất Sư Đạc, dần dần tước bỏ binh quyền của họ. Phó tướng Đường Hoành (唐宏) tin rằng Tôn Nho cuối cùng sẽ giết chết họ, vì thế ông ta quyết định tự cứu mình bằng cách vu cáo Tần Ngạn và Tất Sư Đạc liên kết với Tuyên Vũ tiết độ sứ Chu Toàn Trung. Vào đầu năm 888, Tôn Nho sát hại Tần Ngạn, Tất Sư Dạc và Trịnh Hán Chương.